# Otto Oellerich

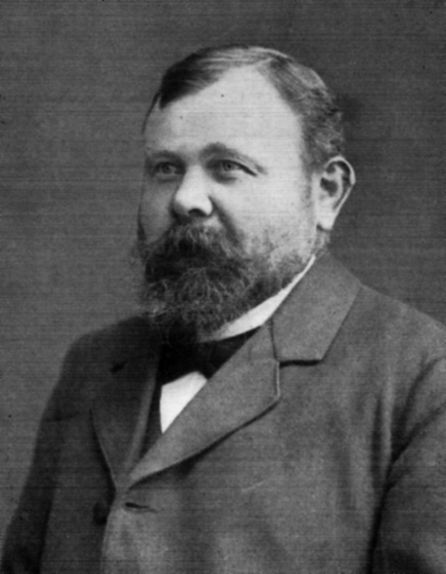
Otto Oellerich

Otto Oellerich (* 25. Januar 1862 im Stellenfleth bei Freiburg/Elbe, Kreis Kehdingen; † 3. September 1921 in Lehe) war ein deutscher Politiker (SPD) und Gewerkschafter. Er war Abgeordneter des Preußischen Landtages und Vorsitzender des Deutschen Werftarbeiterverbandes.

## Leben
Oellerich, Sohn eines nach Lehe zugezogenen Köthners und Arbeiters, besuchte die Volksschule in Lehe und absolvierte von 1876 bis 1879 eine Lehre zum Schiffstischler. Anschließend war er bis 1901 in seinem Beruf an Land und auf See tätig. Seit Anfang der 1890er Jahre war Vertrauensmann der Werftarbeiter. Oellerich hatte zunächst von 1896 bis 1901 nebenamtlich, dann von 1901 bis 1905 hauptamtlich den Vorsitz im Hauptvorstand des von ihm mitgegründeten Deutschen Werftarbeiterverbandes mit Sitz in Bremerhaven inne. Darüber hinaus war er Redakteur dessen Verbandsorgans Der Werftarbeiter. Anschließend leitete er als Geschäftsführer von 1906 bis 1910 die Filiale des Seemannsverbandes bzw. von 1910 bis 1913 die Filiale des Transportarbeiterverbandes in Bremerhaven. Von 1913 bis 1921 widmete er sich als hauptamtlicher Arbeitersekretär sozialen und rechtlichen Belangen der Arbeiterschaft.
Oellerich war zudem von 1907 bis 1919 Bürgervorsteher (Stadtverordneter) und von 1919 bis 1921 ehrenamtliches Magistratsmitglied in Lehe. Im 1. Arbeiterrat der Unterweserorte war er für das gemeinsame Lebensmittelamt zuständig. Oellerich gehörte für den Wahlkreis Aurich-Stade-Osnabrück von 1919 bis 1921 als Mitglied der verfassunggebenden Preußischen Landesversammlung und für den Wahlkreis 15 Ost-Hannover von 1921 bis zu seinem Tode dem Preußischen Landtag an. Oellerich war auch Abgeordneter des Hannoverschen Provinziallandtages.
Von 1906 bis 1920 war er einer der Firmenträger der in Bremerhaven erscheinenden sozialdemokratischen Tageszeitung Norddeutsche Volksstimme.

### Ehrungen
Nach ihm ist die Otto-Oellerich-Straße in Bremerhaven-Leherheide benannt.